# Петраше (Ґолдапський повіт)
Петраше (пол. Pietrasze, нім. Rauental, until 1938: Pietraschen) — село в Польщі, у гміні Ґолдап Ґолдапського повіту Вармінсько-Мазурського воєводства.
Населення — 10 осіб (2011).
У 1975-1998 роках село належало до Сувальського воєводства.

## Демографія
Демографічна структура станом на 31 березня 2011 року:
|          | Загалом | Допрацездатний вік | Працездатний вік | Постпрацездатний вік |
| -------- | ------- | ------------------ | ---------------- | -------------------- |
| Чоловіки | 5       | 1                  | 4                | 0                    |
| Жінки    | 5       | 0                  | 4                | 1                    |
| Разом    | 10      | 1                  | 8                | 1                    |